# Panuozzo
Panuozzo – danie kuchni włoskiej, które stanowi kanapka na ciepło przygotowana z ciasta na pizzę (podłużnego i złożonego na pół).